# Iris milesii
Iris milesii är en irisväxtart som beskrevs av John Gilbert Baker och Michael Foster. Iris milesii ingår i släktet irisar, och familjen irisväxter. Inga underarter finns listade i Catalogue of Life.

## Bildgalleri

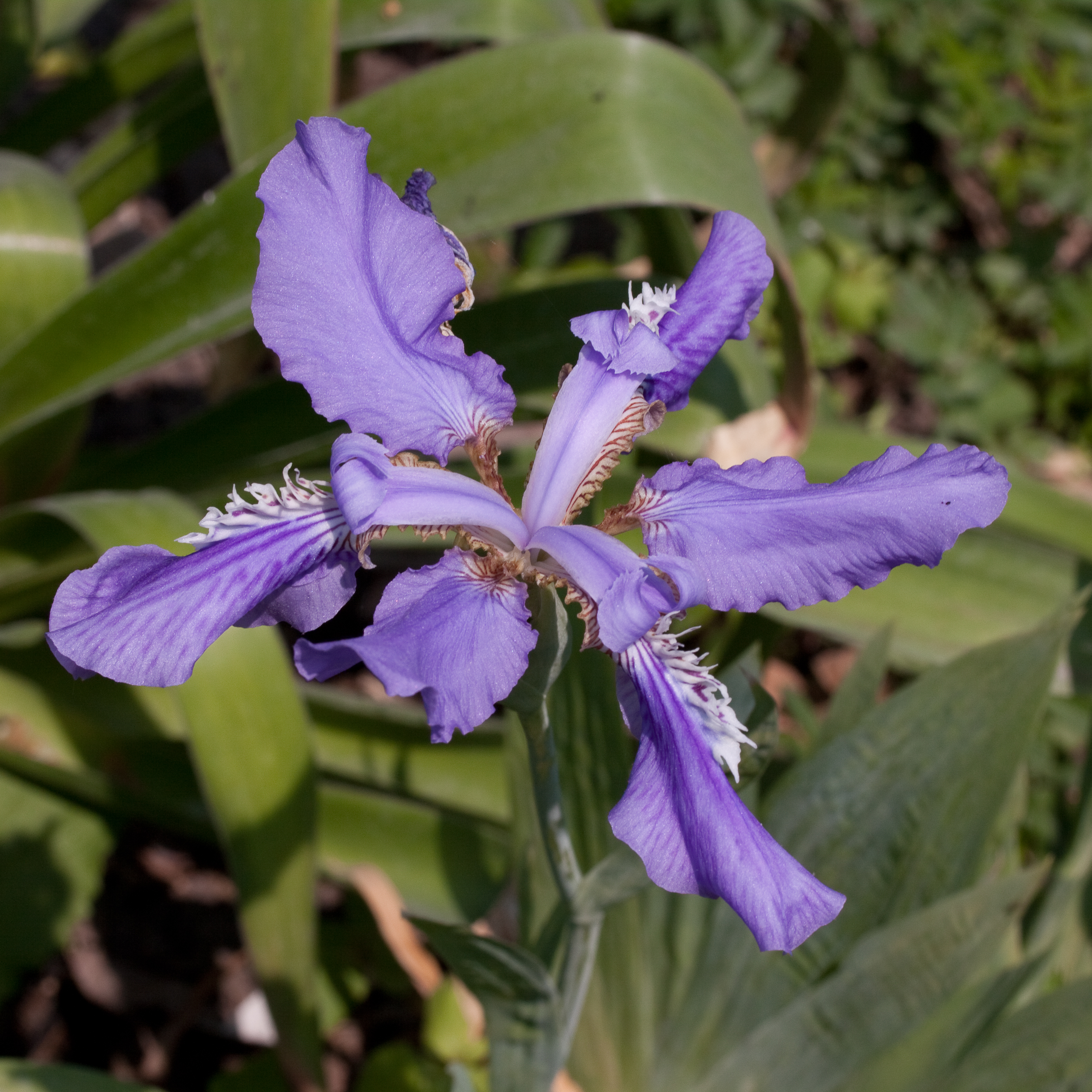
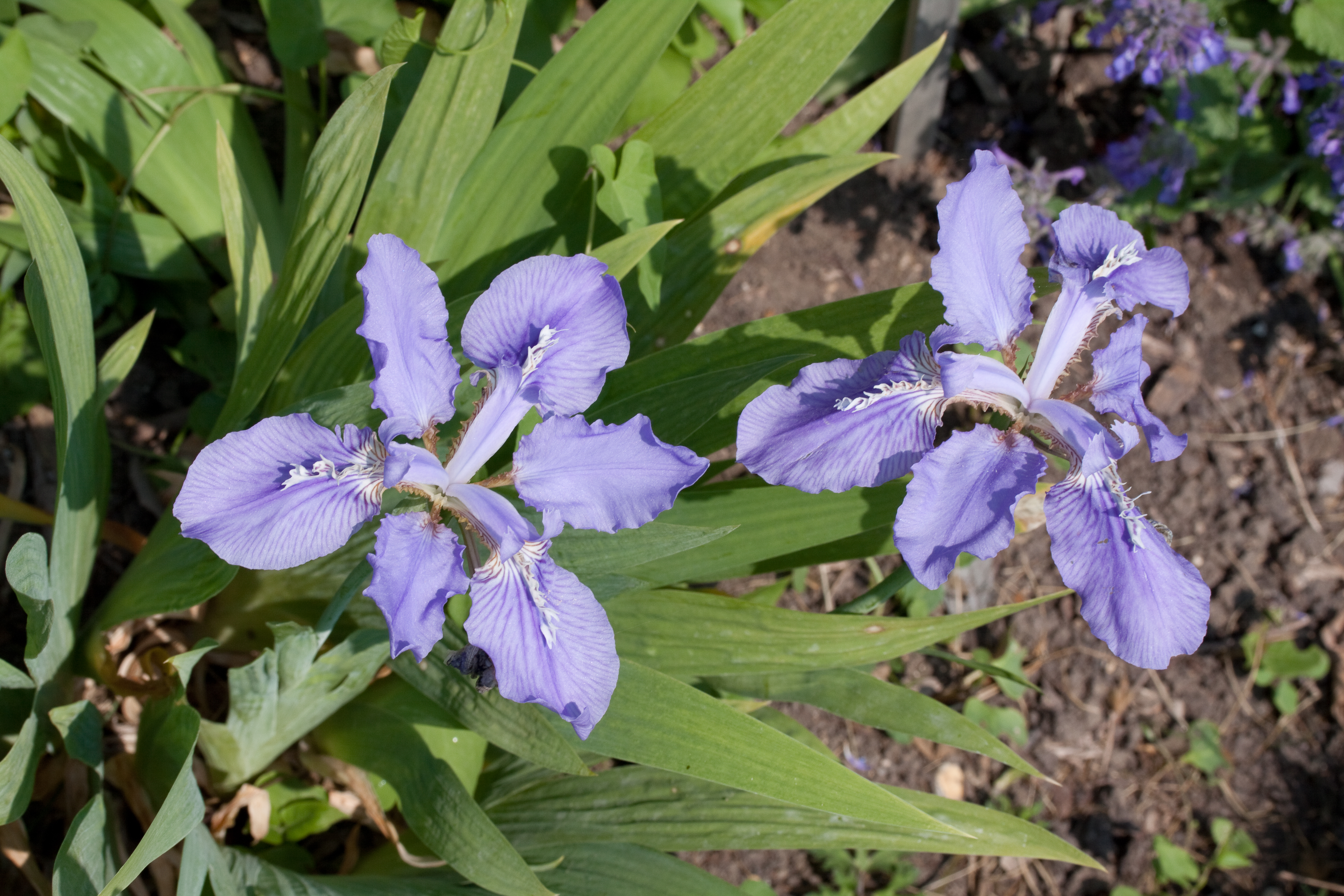